# The Clan (film, 2005)
Pour les articles homonymes, voir Clan (homonymie).
Pour plus de détails, voir Fiche technique et Distribution.
The Clan est un film de comédie italien réalise par Christian De Sica et sorti en 2005.

## Fiche technique
- Titre : The Clan
- Réalisation : Christian De Sica
- Scénario : Fausto Brizzi, Christian De Sica et Marco Martani
- Musique : Guido De Angelis et Maurizio De Angelis
- Photographie : Gianlorenzo Battaglia
- Montage : Raimondo Crociani
- Production : Bruno Altissimi et Guido De Angelis
- Société de production : De Angelis Film Production, DAP Italy et Nimar Studios
- Pays :  Italie
- Genre : Comédie et film musical
- Durée : 95 minutes
- Dates de sortie : 
  - Italie : 11 mars 2005

## Distribution
- Christian De Sica : Franco
- Paolo Conticini : Dino
- Sebastien Torkia : Sammy
- Andrea Osvart : Patricia
- Linda Batista : Helen
- Massimiliano Tortora : Bob / Otello / Pedro
- Mathieu Carrière
- Giada D'Auria : Tiziana
- Giada Parra : ancienne petite amie de Dino